# كأس التحدي الأوروبي 2000–01
كأس التحدي الأوروبي 2000–01 (بالإنجليزية: 2000–01 European Challenge Cup)‏ هو الموسم 5 من  كأس التحدي الأوروبي. أقيم خلال الفترة 7 أكتوبر 2000 وحتى 20 مايو 2001، وفاز فيه نادي هارلكوين.